# Asamblea popular
Una asamblea popular es una reunión local de ciudadanos sin cargos políticos que trata asuntos del sistema sociopolítico o económico para mejorar una situación de malestar colectivo. Las asambleas pueden funcionar junto con otras formas de gobierno, pero el término es usado frecuentemente para contratarlo respecto de procesos que usan formas indirectas de democracia, como las asambleas nacionales, constituyentes y otros sistemas representativos (parlamentarios). Evitan así el Estado-nación aunque a menudo no reciben reconocimiento externo. Algunas asambleas se conforman por personas de un determinada localización geográfica, otras por gente del mismo lugar de trabajo, industria o institución educativa y otras para abordar un problema específico.
A menudo se usa este término para referirse a reuniones populares espontáneas cuyas partícipes tratan lo que sienten como efecto de un déficit democrático en una democracia representativa. También se crean asambleas para formar una estructura de poder alternativa y otras trabajan en conjunto con distintas formas de gobierno.
Las asambleas populares son un ejemplo de autonomía y son de carácter voluntario y participativo. Sus decisiones colectivas tienen poder soberano (paralelo a la legislación estatal y en competencia a ella), siempre bajo el respeto a las minorías y la objeción de conciencia.

## Las asambleas populares de Argentina 2001/2002
Una de las características de la Crisis de diciembre de 2001 en Argentina fueron las manifestaciones populares y la organización de asambleas populares autoconvocadas, que bajo el lema "Que se vayan todos", proponían una refundación radical de la política y el control de los representantes.
La Crisis de 2001 en Argentina fue la culminación de las reformas estructurales económicas y sociales neoliberales, realizadas en Argentina en la década de 1990, durante los gobiernos del peronista Carlos Menem (1989-1999) y el radical Fernando de la Rúa (1999-2001), bajo los lineamientos del Fondo Monetario Internacional. Durante ese período se privatizaron casi todas las empresas estatales, incluida la empresa estatal petrolera, se realizaron varias reformas laborales bajo el objetivo de la "flexibilización laboral", se transfirieron los fondos públicos de las jubilaciones y pensiones a empresas privadas (AFJP), se dispuso la provincialización del sistema educativo nacional creado un siglo antes, se estableció un sistema monetario convertible con el dólar, se desmanteló el 70% de la red ferroviaria, se abrió la economía a las importaciones y se incrementó la deuda externa.
La mayoría de los indicadores sociales posteriores a las reformas estructurales de la década de 1990 fueron negativos. Apareció la desocupación masiva, fenómeno desconocido en Argentina con anterioridad; aumentó el empleo informal, se instaló de una criminalidad endémica, desconocida hasta entonces en el país, con una tasa de asesinatos que aumentó un 400% entre 1989 y 1996; el cierre de empresas y ramales ferroviarios causaron la crisis de gran cantidad de ciudades y pueblos; las personas jubiladas cayeron en la pobreza; la pobreza, la desocupación y el colapso de gran cantidad de ciudades, llevó a la aparición del movimiento piquetero, iniciado por los jubilados y las ciudades en crisis.
En esas condiciones se inició en 1998 una larga Crisis económica que se extendería hasta 2002, que agravó los ya deteriorados indicadores sociales y culminó con las puebladas que causaron la renuncia del presidente Fernando de la Rúa el 20 de diciembre de 2001.
La Crisis de 2001 se caracterizó por una conjunción policlasista, de las protestas de los movimientos de desocupados mediante cortes de rutas y calles (piqueteros), sindicales mediante huelgas y de clase media, mediante cacerolas (cacerolazo) y ataques a bancos. El lema que expresó ese momento fue "Piquete y cacerola, la lucha es una sola".
La salida a la calle de amplios sectores de la población el 19 de diciembre de 2001, se caracterizó por la decisión de no abandonar las calles. Con ese objetivo en mente se conformaron las asambleas populares. En diversas partes de la Ciudad de Buenos Aires y otras ciudades del país, los manifestantes en las calles, se autoconvocaron para formar asambleas en las plazas y esquinas.
Las asambleas adoptaron un funcionamiento estrictamente democrático, sin autoridades, estatutos escritos ni representantes formales. Debatían los problemas económicos y sociales que enfrentaba el país y tomaban decisiones. Guiadas bajo el lema dominante durante las jornadas de diciembre de 2001, "Que se vayan todos", promovían una refundación radical de la política, que incrementara la participación popular, revalorizara las manifestaciones callejeras y estableciera formas efectivas de control de los representantes.
Cualquier persona, de cualquier edad, podía incorporarse a las asambleas, en todo momento y en plano de absoluta igualdad con los demás integrantes. Nadie podía establecer de qué se hablaba y de qué no se hablaba. Los temas podían variar desde los problemas laborales a los ruidos molestos, el aumento de los precios, la confiscación de los ahorros, la corrupción, los efectos del neoliberalismo, etc. Cada una decidía medidas concretas para enfrentar los problemas analizados, desde acciones barriales solidarias, hasta protestas o manifestaciones.
No tenían horarios. Tenían un clima familiar, donde los miembros traían de sus casas las sillas, los amplificadores, parlantes y micrófonos, e incluso hijos y mascotas.
A mediados de enero de 2002, en Buenos Aires se formó una asamblea de asambleas llamada "Interbarrial", que se reunía los domingos a la tarde en el Parque Centenario, reuniendo a miles de personas.
Las asambleas tuvieron originalmente un formato que buscaba dejar de lado la pertenencia a determinados partidos políticos. Pero con el paso de los días comenzó a ser cada vez más notable la actuación organizada de los partidos de la izquierda trotskista. El momento de mayor auge fue a mediados de 2002, en que llegaron a sumar 300 asambleas populares en todo el país y 100 en Buenos Aires.
Una encuesta realizada en una asamblea interbarrial reveló la gran diversidad temática de las mismas:

- Casi todas las asambleas toman la lucha de Derechos Humanos, pero veintidós participaban en coordinadoras locales contra la impunidad, en defensa de los derechos de las personas o de los pueblos.
- En dieciocho asambleas se lucha contra el hambre, se mantienen comedores, en varios casos articulando con alguna organización piquetera. En Capital Federal, cuatro asambleas mantienen ollas populares, cinco comedores comunitarios y cuatro merenderos.
- En diecisiete asambleas se instrumenta una economía solidaria, son las actividades que incluyen micro-emprendimientos (textiles, juguetes), compra de bolsones de alimentos, cooperativas de consumo, trueque, huertas comunitarias y ferias artesanales.
- En otras diecisiete, se toma el tema de la lucha contra las privatizadas, con comisiones barriales y una comisión central de la Interbarrial. Centralmente se organizan las movilizaciones contra los tarifazos, contra los cortes de luz, por la recuperación de las empresas privatizadas: correo, aguas, energía y ferrocarriles, entre otras.
- En dieciséis asambleas se toma el tema de la salud pública. Existe una Intersalud de Capital Federal y algunas asambleas participan de los Foros de Salud y Medio Ambiente.
- En dieciséis asambleas se toma el tema de las tierras públicas, se lucha contra la especulación inmobiliaria y la privatización de los espacios públicos (ex talleres ferroviarios, la costa ribereña, el Puerto de Buenos Aires, las tierras de Palermo Viejo, el Parque 3 de Febrero, etc.).
- En trece asambleas se toma el tema de las comunas. Apoyándose en la Constitución de la Ciudad de Buenos Aires, que en 1996 proyectó la descentralización del poder central a través de las comunas y nunca instrumentó; se presentó un modelo alternativo asambleario, con elementos avanzados de democracia directa, como son la potestad de decidir y controlar los gastos del presupuesto, comisiones elegidas por los vecinos por barrio y revocabilidad de los mandatos entre otras medidas progresivas.
- En once asambleas, se participa en coordinadoras de lucha por el No Pago de la Deuda Externa y contra el ALCA.
- En doce asambleas se toma específicamente el tema cultura y educación, que abarca desde la educación en general, sueldos docentes e infraestructura, hasta talleres, festivales, corsos, charlas-debate, etc.
- En siete asambleas existen comisiones de prensa y comunicación, que editan periódicos alternativos, boletines y tienen programas de radio. También existe una comisión que centraliza esta actividad y edita un periódico para todas las asambleas: QSVT (Que Se Vayan Todos).
- En cuatro asambleas toman el tema de desocupados y cartoneros. Tienden a formar cooperativas de trabajo y recolección de los residuos urbanos.
- En cuatro asambleas se toma el tema de la vivienda, apoyo a los deudores de las cooperativas, a los desalojados por remates y/o por ocupas.
- En dos asambleas se toma el tema de la minoridad en Capital; son las que trabajan con los chicos de y en la calle.
- En dos asambleas, se participa centralmente en la asamblea por la Justicia, que llevan adelante los escraches a los jueces de la Corte Suprema.

Las asambleas comenzaron a decaer hasta desaparecer a partir de las elecciones presidenciales de la Argentina de 2003, en las que fue elegido Néstor Kirchner.